# Oluf Budde
Oluf Christoffersen Budde, född 1682 och död 1744, var en dansk-norsk sjöofficer.
Budde övergav 1704 sina studier, gick till sjöss och blev 1710 månadslöjtnant i danska flottan. 1712 blev det fartyg, där Budde tjänstgjorde, skjutet i sank av svenskarna, men Budde räddades. 1715 deltog Budde i sjöslaget i Femer bält, 1718-20 var han Peder Tordenskjolds flaggkapten och har sin del i dennes bedrifter. Särskilt utmärkte han sig i angreppet på Göteborg 1719. Budde var en utmärkt officer, lugnt beräknande men också hänsynslöst djärv. 1732 blev Budde kommendörkapten, och senare överlots i sunnanfjällska Norge.